# Gymnauletobius tibialis
Gymnauletobius tibialis là một loài bọ cánh cứng trong họ Rhynchitidae. Loài này được Faust miêu tả khoa học năm 1892.